# Pertuis d'Antioche
De Pertuis d'Antioche is een zeestraat in Frankrijk, gelegen in het departement Charente-Maritime, tussen het eiland Île de Ré en het Île d'Oléron. Langs deze zeestraat bevinden zich de stranden en badplaatsen van de Charente-Maritime zoals Châtelaillon-Plage, Fouras en de haven van La Rochelle.
In het westen gaat de zeestraat over in de Atlantische Oceaan. Het viaduct naar Oléron, vlak bij Marennes, wordt beschouwd als het zuidelijke eindpunt van de zeestraat. 
In de Pertuis d'Antioche mondt de rivier Charente uit tussen Fouras en het Île Madame. Het iets grotere Île d'Aix is eveneens gelegen in de zeestraat en bereikbaar per boot vanaf de kaap bij Fouras. 
Ter bescherming van de havens en het militaire bolwerk Rochefort zijn in de loop van de voorbije eeuwen vele fortificaties gebouwd in en rond de Pertuis d'Antioche, waaronder het befaamde Fort Boyard. 